# عبد علي سيف الدين
عبد علي سيف الدين  كان الداعي المطلق الثالث والأربعين للبهرة الداودية. كان نجل الداعي الحادي والأربعين المطلق عبد الطيب زكي الدين الثالث وشقيق الداعي المطلق الثاني والأربعين سيدنا يوسف نجم الدين. كان داعيًا وعالمًا وشاعرًا وأحد أكثر دعاة البهرة الداودية تبجيلًا.

## الحياة
وُلِد في 9 صفر 1188 هـ (الموافق 20 نيسان 1774 م)، وخلف الداعي المطلق الثاني والأربعين في 18 جمادى الثانية 1213 هـ (الموافق 28 تشرين الأول 1798 م)، وتُوفي في 12 ذي القعدة 1232 هـ (الموافق 23 أيلول 1817 م) ودُفن في القبة النجمية في سورات. كان عمره اثنتي عشرة عامًا فقط عندما توفي والده. ثم نشأ على يد شقيقه الأكبر سيدنا يوسف نجم الدين في سورات. كان سيدنا نجم الدين نفسه عالمًا عظيمًا. وقد درب وعلم عبد علي سيف الدين على التقاليد والمعرفة التي كانت الميراث الثمين للمجتمع الفاطمي الإسماعيلي.
شهد عصر سيدنا عبد علي سيف الدين نشاطًا فكريًا مكثفًا. وشارك العديد من العلماء بنشاط في نشر المعرفة طوال هذه الفترة. وكان من بين تلاميذه: استخدم السيد صادق علي صاحب الشعر لشرح أركان الإيمان؛ وألف السيد عبد علي عماد الدين "الحقيقة" بأبياته البليغة؛ وألف السيد الشيخ إبراهيم سيف الدين كتابًا في أحكام النكاح؛ وتخصص السيد الشيخ قطب الدين في كتابة تاريخ الأئمة والدعاة المطلقين.

## الإرث
- قام ببناء المعهد التعليمي الدرس الصيفي عام 1224 هجرية[5] (أُعيد تسميته فيما بعد بالجامعة السيفية على يد سيدنا طاهر سيف الدين).[6][7] بلغت تكلفة المدرسة 65,000 روبية، وقد بناها سيدنا عبد علي سيف الدين من أمواله الشخصية.
- بنى المسجد المعظم في سورت سنة 1219 هجرية،[5] وقد جدده فيما بعد سيدنا محمد برهان الدين سنة 1417 هجرية.[8][7]
- خلال المجاعات الهندية عام 1813[9] (1228 هـ)، سافر 12000 من البهرة الداوديين إلى سورت حيث آووهم وأطعموهم وأعالهم ورفعوا معنوياتهم على نفقته الخاصة.[7] لم يعتنِ بطعامهم ومأواهم فحسب، بل زودهم أيضًا بالأدوات حتى يتمكنوا من ممارسة حرفتهم وكسب المال. تم إيداع الأرباح لدى لجنة شكلها سيدنا. بعد أحد عشر شهرًا، عاد المؤمنون إلى بلداتهم الأصلية وتم تسليم المبلغ المودع إليهم.
- لقد قدم مساهمة مهمة في تطوير اللغة العربية في جنوب آسيا من خلال تطوير منهجية مكنت الطلاب من إتقان اللغة العربية بسرعة.[6] وقد أشار إليه معاصروه باسم المؤيد الأصغر (المؤيد الثاني) بعد العالم والشاعر الإسماعيلي الشهير المؤيد في الدين الشيرازي.[5]
- وتتمثل مساهماته الرئيسة في تنظيم آلية الدعوة، بما في ذلك إضفاء الطابع الرسمي على المناهج الدراسية ووضع القواعد واللوائح الخاصة بتعاليم البهرة الداوودية.[5]

## الأعمال
يضم ديوانه الشعري، الذي جمعه تلميذه عبد العلي عماد الدين، أكثر من 500 قصيدة باللغة العربية وهو جزء لا يتجزأ من المنهج الدراسي في الجامعة السيفية. كما قام بتأليف العمل الشهير "علم نا موتي جرو"  في لسان دعوة البهرة الذي يحفظه كل عضو من أعضاء البهرة الداوودية.
وقد كتب سلسلة من الرسائل عُرفت بالرسائل السيفية، كما كُتبت كتب إسماعيلية، مثل "مُنتزَع الأخبار" و "كتاب النجاح"، بتوجيهاته.

## الوفاة

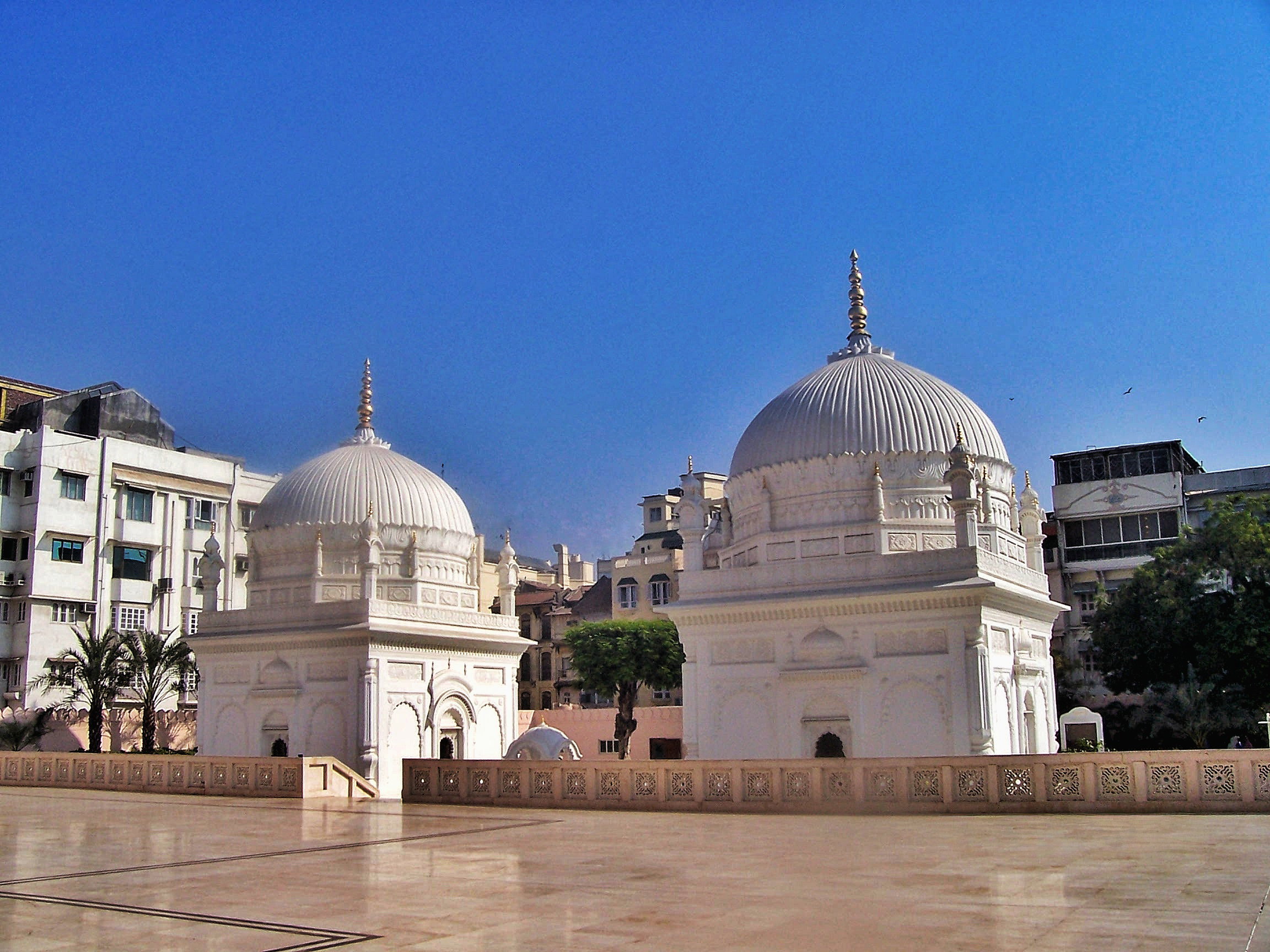
موقع دفن عبد علي سيف الدين

اختار سيدنا محمد عز الدين خليفةً له، وأعدّه لتحمل مسؤولية الدعوة. توفي سيدنا عبد علي سيف الدين يوم الاثنين، الثاني عشر من ذي القعدة عام 1232 هـ، عن عمر يناهز ثلاثة وأربعين عامًا. (الموافق 23 أيلول 1817 م)